# کرونوسلاو سیمون
کرونوسلاو سیمون (کرواتی: Krunoslav Simon؛ زادهٔ ۲۴ ژوئن ۱۹۸۵) بازیکن بسکتبال اهل کرواسی است.
از باشگاه‌هایی که در آن بازی کرده است می‌توان به باشگاه بسکتبال مالاگا و المپیا میلان اشاره کرد.
وی در مسابقات کشوری و بین‌المللی در مجموع برندهٔ ۱ مدال طلا شده است.